# Megalophasma
Megalophasma is een geslacht van wandelende takken uit de familie Lonchodidae. De wetenschappelijke naam van dit geslacht is voor het eerst voorgesteld door Dao-Ying Bi in een publicatie uit 1995. De soorten van dit geslacht komen in China en India voor.

## Soorten
- Megalophasma asperatum (Bates, 1865)
- Megalophasma granulatum Bi, 1995